# George Cockburn (amiral britannique)
Pour les articles homonymes, voir George Cockburn.

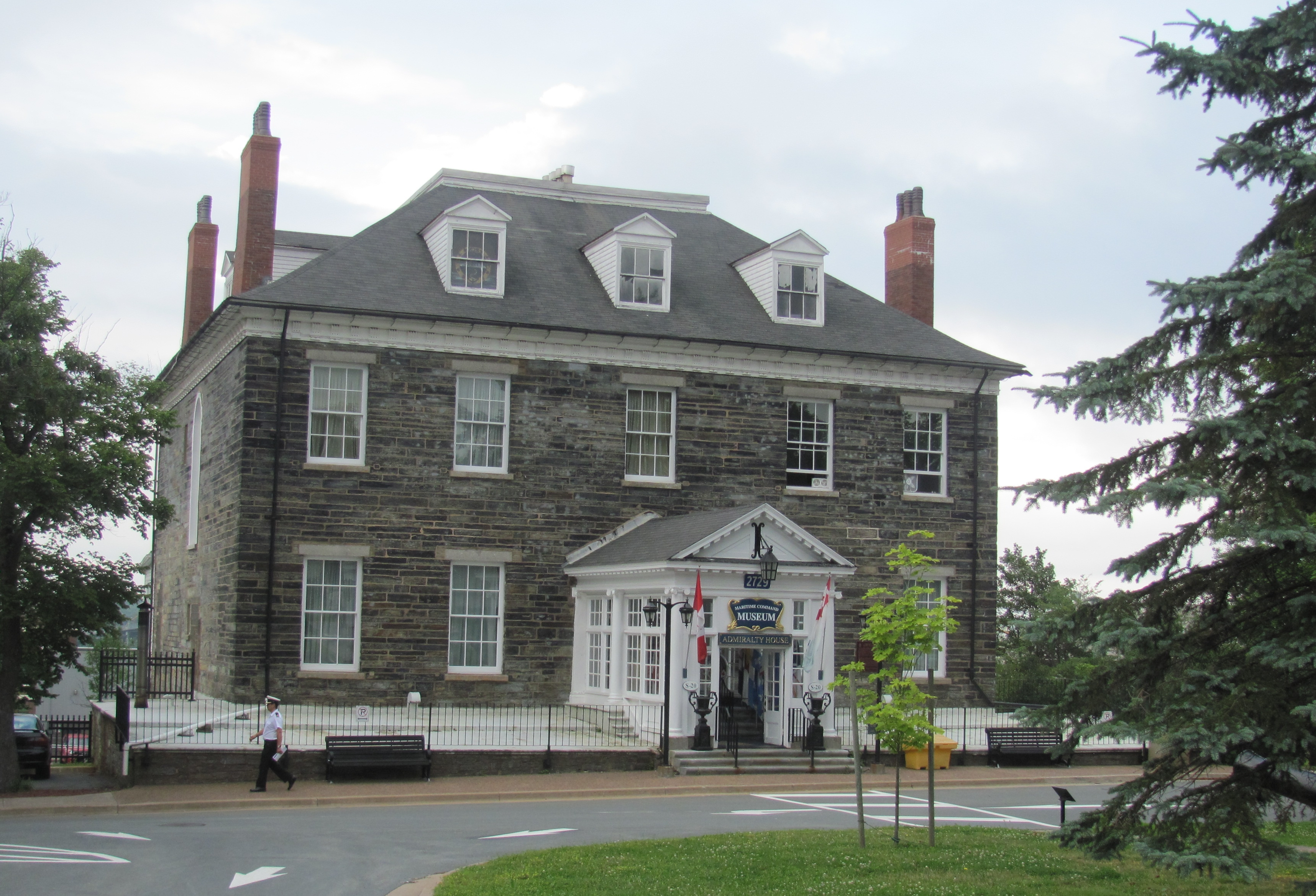
Maison de l'Amirauté à Halifax, résidence d'été de l'amiral Cockburn lorsqu'il était commandant en chef de la station d'Amérique du Nord et des Antilles.

George Cockburn (22 avril 1772-19 août 1853), baronnet, est un amiral britannique connu notamment pour sa participation à la guerre de 1812 opposant le Royaume-Uni aux États-Unis et pour avoir reçu la mission de conduire et d'installer l'ex-empereur Napoléon à Sainte-Hélène après les Cent-Jours. Entré en politique à partir de 1818 comme député du parti conservateur, il exerça aussi à plusieurs reprises la fonction de Premier Lord de la Mer.

## Carrière navale
Né en 1772 à Londres, son père est un riche aristocrate et son grand-père est doyen de Bristol. Il prend la mer à l'âge de 14 ans dans la Royal Navy. Officier durant les guerres de la Révolution française et les guerres napoléoniennes, il se fait remarquer par son courage et son audace. Il exerce de nombreux commandements avec succès.
Cockburn commande une escadre durant l'expédition de Walcheren en juillet 1809. Il prend le commandement du vaisseau de 3e classe HMS Implacable au large de l'Espagne en janvier 1810 et navigue vers la baie de Quiberon avec une petite escadre dont la mission est de favoriser la fuite du roi d'Espagne que les Français avaient emprisonné au château de Valençay. La mission échoue lorsque Ferdinand refuse d'avoir quoi que ce soit à voir avec les Britanniques. Cockburn a ensuite été promu commodore, hissant sa marque sur le HMS Grampus en novembre 1811.
Il participe activement à la guerre de 1812 contre les États-Unis d'Amérique, avec le grade de Rear admiral (contre-amiral). Le plus important des engagements de Cockburn pendant la guerre est son rôle, en tant que conseiller du major-général Robert Ross, dans la capture et l'incendie de Washington le 24 août 1814.

### Mission à Sainte-Hélène
En 1815, le contre-amiral Cockburn est chargé d'une mission délicate : celle de conduire Napoléon sur l'ile de Sainte-Hélène et d'assumer provisoirement le rôle de gouverneur de l'île. À la tête d'une escadre de huit navires, il fait embarquer sur le navire-amiral, le Northumberland, l'empereur et sa suite pour une traversée de neuf semaines. En effet, l'amiral choisit, sans doute pour des raisons de sécurité, la route nord qui est la plus longue. Quittant la rade de Plymouth, l'escadre prend la mer le 9 août 1815.
A priori, l'amiral n'a guère de sympathie pour «Buonaparte » et sa suite. Cependant, «Pendant la traversée, il a eu le temps de modifier son attitude et il a fini par subir, lui aussi, l'ascendant de son terrible prisonnier. Pour plaire, il parle et fait parler le français à table, il accepte de laisser l'Empereur présider les repas, (...) et partage le soir, ses promenades sur le pont.» L'amiral a même chargé un brick, le Peruvian, de faire escale à Guernesey afin d'acheter douze cents bouteilles de vin français. Le soir du 15 août, au dîner, l'amiral et ses officiers portent un toast au « général » pour son 46e anniversaire.
Le dimanche 15 octobre 1815, le Northumberland jette l'ancre à quelques encablures du quai dans le port de Jamestown, capitale de Sainte-Hélène. L'amiral, accompagné du colonel (et bientôt général) George Bingham, le nouveau commandant des troupes de la garnison, descend dans le canot pour se rendre chez le Gouverneur de l'île qui est propriété de la Compagnie des Indes. Celle-ci, répondant à la demande du gouvernement anglais, accepte que Cockburn assure immédiatement le gouvernement de la colonie et prenne toutes les mesures pour installer à terre « le général Buonaparte et sa suite ».
Cette partie de la mission s'avère ardue car il s'agit de trouver une demeure permettant de loger, plus ou moins convenablement, trente personnes, épouses et enfants compris. Parti en reconnaissance à cheval, l'amiral guidé par le colonel Wilkes, va voir Longwood House qui est la résidence d'été, située au nord-est de l'île, du lieutenant-gouverneur. C'est un simple cottage colonial, mal exposé et très humide en hiver, beaucoup trop petit et qui nécessitera quatre mois de travaux pour son agrandissement. Aussi, pour accélérer les travaux, l'amiral met-il à largement à contribution les matelots de la flotte. « Chaque jour, dit O'Meara, des détachements de deux cents à trois cents hommes étaient occupés à apporter de Jamestown des charpentes et autres matériaux pour la construction ». Les charpentiers anglais apporteront une précieuse aide - car ils savent comment gagner de la place sur les navires -, en aménageant dans les combles des chambrettes pour les domestiques.
Dans l'immédiat, ce sera Porteous House, une simple auberge sur le port infestée de rats ou de punaises, selon les sources,. Heureusement, dès le lendemain de son débarquement, Napoléon, accompagné bien sûr par Cockburn, a été découvrir Longwood et obtient de l'amiral de pouvoir loger avec une suite réduite au pavillon des Briars, situé dans le domaine de l'honorable William Tomset Balcombe. La famille de ce riche négociant lui réservera un excellent accueil durant deux mois. Dans son ouvrage Napoléon à Sainte-Hélène, l'historien Pierre Branda explique qu'en réalité, l'amiral s'était concerté avec Balcombe (qui lui avait été recommandé avant le départ d'Angleterre) pour monter une petite mise en scène ce jour-là. Au retour, on s'est arrangé pour que l'Empereur découvre par lui-même et tombe sous le charme des Briars; le but étant de lui faire accepter comme résidence provisoire ce très modeste pavillon qui ne comptait que deux pièces. Mais, aux yeux de l'amiral, il présentait un avantage essentiel : celui de permettre une surveillance efficace, quoique discrète, de l'illustre captif. Le stratagème réussit parfaitement puisque Napoléon demande de s'y installer le soir même.
Dans les semaines qui suivent, l'amiral et le colonel Wilkes travaillent à établir les mesures qui vont progressivement transformer l'île en véritable camp retranché. Cela va de la censure pour la correspondance à l'interdiction pour tous les habitants de circuler entre le coucher et le lever du soleil, en passant par le confinement de tous les Français quand des navires arrivent au port. Mais il faut envisager une autre hypothèse : celle d'une évasion avec l'appui d'une expédition armée qui viendrait délivrer Napoléon de vive force. Pour prévenir ce risque, on détermine des zones de surveillance, organisées en cercles concentriques autour de Longwood.
Le premier cercle est constitué par l'immensité de l'océan où Sainte-Hélène est isolée : à 6 895 km de l'Europe ; à 3 286 km de Recife ; à 1 856 km des côtes africaines inhospitalières dont l'accès est interdit par les royautés indigènes qui les bordent. Comme on n'est jamais trop prudent, Cockburn fera aussi occuper militairement les îles de l'Ascension et de Tristan da Cunha. Le deuxième cercle est une zone d'exclusion maritime surveillée par la flotte anglaise de l'Atlantique sud, dont le siège est transféré du Cap vers Sainte-Hélène, pour être placée sous le commandement de Cokburn et de ses successeurs. Le troisième cercle est constitué par le pourtour de l'île qui sera hérissé de batteries côtières, sans oublier les travaux visant à empêcher tout accès par escalade des falaises déjà naturellement abruptes. Le quatrième cercle est le terrain de l'île quadrillé par 1 500 militaires anglais, disposant de 500 canons. C'est le double de l'artillerie française à Waterloo ! Deux bricks tourneront autour de l'île en sens inverse et sans jeter l'ancre. Les leçons de l'évasion de l'île d'Elbe en 1814 ont été retenues...
Le dimanche 10 décembre 1815, le général Buonaparte, gagne enfin Longwood, où l'amiral lui fait rendre les honneurs militaires. Dès le lendemain matin, l'Empereur accompagné du général Gourgaud, part à cheval faire le tour du propriétaire, dans les limites des 12 miles autour de la maison. Au-delà, il faudrait accepter la surveillance rapprochée d'un officier anglais, ce à quoi il se refusera durant les six années de captivité.
Le 14 avril 1816, jour de Pâques, le nouveau gouverneur militaire de l'île, sir Hudson Lowe, débarque. Cockburn quitta Sainte-Hélène le 19 juin 1816 après la relève de sa flotte par celle de l'amiral Sir Pulteney Malcolm. À l'annonce du départ de l'amiral, Napoléon dira : « Nous le regretterons, c'est un homme d'honneur; sa brusquerie nous blesse, mais c'est un vrai et brave soldat ».

## Carrière politique
Élu pour la première fois comme député conservateur à la Chambre des communes à l'élection générale de 1818, il fut régulièrement réélu jusqu'en 1832. À cette époque, il n'existait pas d'incompatibilité entre les carrières politique et militaire. Promu vice-amiral le 12 août 1819, il reste marin dans l'âme. C'est ainsi que, devenu Premier Lord de la mer en 1828 dans le ministère du Duc de Wellington, il eut à cœur d'améliorer l'artillerie navale en créant une école d'artillerie à Portsmouth.
Lorsqu'il perd son siège en 1832, il reprend sa carrière navale en devenant commandant en chef de la Station d'Amérique du Nord et des Antilles de la Royal Navy, basée aux Bermudes. Il redevient Premier Lord de la mer pour quelques mois en 1834-1835 dans le premier gouvernement Peel et retourne ensuite à son commandement naval.
Promu entretemps amiral en 1837, il reprend sa carrière politique en étant réélu député conservateur lors d'une élection partielle en septembre 1841. Il redevient également Premier Lord de la mer dans le deuxième gouvernement Peel jusqu'à la chute du ministère en juillet 1846. Dans cette fonction, il a veillé à ce que la Marine dispose de la dernière technologie à vapeur qui allait sonner le glas de la marine à voile. Il a mis l'accent sur la capacité de gérer les marins sans avoir besoin de recourir à des punitions corporelles.
Il est promu contre-amiral du Royaume-Uni le 10 août 1847. Enfin, il est promu Admiral of the fleet (Royal Navy) le 1er juillet 1851.

## Œuvre
- (en) Buonaparte's voyage to St. Helena : comprising the diary of Rear Admiral Sir George Cockburn, during his passage from England to St. Helena, in 1815, Lilly, Wait, Colman and Holden, 1833 (lire en ligne)